# Tang Renjian

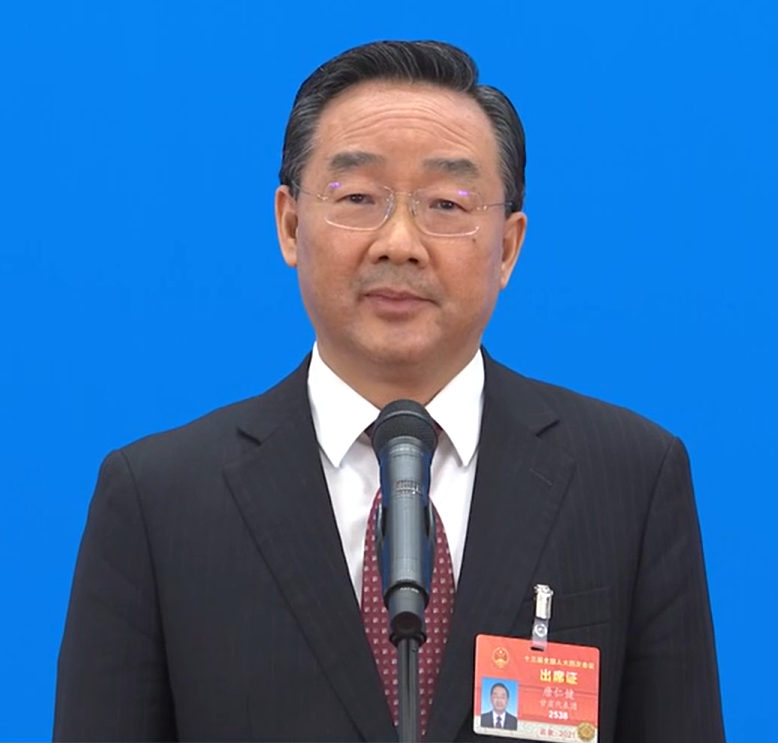
Tang Renjian 2021

Tang Renjian (chinesisch: 唐仁健; pinyin: Táng Rénjiàn; * August 1962 in Chongqing) ist ein chinesischer Politiker, der seit dem 26. Dezember 2020 Minister für Landwirtschaft und Angelegenheiten des ländlichen Raums im Staatsrat der Volksrepublik China ist.
Zuvor war er Gouverneur der Provinz Gansu, davor Direktor der Zentralen Kommission für Finanzen und Wirtschaft und stellvertretender Vorsitzender der autonomen Region Guangxi.

## Leben
Tang Renjian wurde im August 1962 in Chongqing geboren. 1983 studierte er an der Universität für Wirtschaft und Finanzen Südwestchinas. Später trat er in das Landwirtschaftsministerium der Volksrepublik China ein und wurde Offizier. 1998 wechselte er in das Büro der Zentralen Kommission für Finanzen und Wirtschaft und wurde dort Supervisor.
Im Jahr 2014 wurde Tang zum stellvertretenden Vorsitzenden von Guangxi ernannt. 2016 kehrte er in das Büro der Zentralen Kommission für Finanzen und Wirtschaft zurück und wurde ausführender Direktor.  Er wurde 2017 zum Gouverneur der Provinz Gansu ernannt. In der 24. Sitzung des Ständigen Ausschusses des 13. Nationalen Volkskongresses wurde er am 26. Dezember 2020 als Nachfolger von Han Changfu zum Landwirtschaftsminister der Volksrepublik China ernannt.